# 閃光大口石首魚
閃光大口石首魚為輻鰭魚綱鱸形目鱸亞目石首魚科的其中一種，分布東太平洋區，從墨西哥下加利福尼亞半島至秘魯海域，體長可達31公分，棲息在沿海海域，屬肉食性，以多毛類為食，可做為食用魚。